# Mar de Rosas
Mar de Rosas é um filme brasileiro de 1977, do gênero comédia e drama, dirigido por Ana Carolina. Em novembro de 2015, o filme ficou em 81º lugar na lista feita pela Associação Brasileira de Críticos de Cinema (Abraccine) dos 100 melhores filmes brasileiros de todos os tempos.

## Sinopse
Chegando ao Rio de carro, Sérgio (Hugo Carvana) e Felicidade (Norma Bengell), em companhia da filha adolescente, Betinha (Cristina Pereira), discutem sobre o impasse de sua vida matrimonial. Num hotel, Felicidade tenta matar o marido, agredindo-o com uma navalha. Convencida de que Sérgio está morto, foge com a filha de volta a São Paulo e nota que está sendo seguida na estrada. Trata-se de Orlando Barde, capanga de Sérgio, que, aproveitando-se de uma tentativa de agressão de Betinha contra sua mãe, insinua-se junto às duas e as mantém sob vigilância, disfarçada de ajuda. Os três retornam ao Rio no carro de Orlando, mas, quando passam por uma cidade pequena, Felicidade tenta fugir com Betinha e quase é atropelada por uma caminhão. O incidente faz com que um entediado casal - o dentista e poeta fracassado Dirceu (Ary Fontoura) e sua mulher Niobi (Miriam Muniz) - acolha-os em sua casa, até que Felicidade se recupere. Num jogo de revelações e agressões mútuas, os cinco personagens tentam se destruir com palavras e até mesmo com atos. Depois de nova tentativa de fuga, Felicidade e Betinha são alcançadas por Barde na estação ferroviária. Betinha, revoltada contra a tirania familiar, de cujo centro de decisões sempre esteve ausente, atira a mãe e Barde, substituto do pai, para fora do trem em movimento, seguindo sozinha.

## Elenco
| Elenco Original  | Elenco Original |
| Ator             | Papel           |
| ---------------- | --------------- |
| Norma Bengell    | Felicidade      |
| Cristina Pereira | Betinha         |
| Hugo Carvana     | Sérgio          |
| Miriam Muniz     | Dona Niobi      |
| Otávio Augusto   | Orlando Barde   |
| Ary Fontoura     | Dr. Dirceu      |
| Maria Sílvia     | Mulher no Trem  |

## Prêmios
| Ano  | Prêmio                      | Categoria                          | Resultado | Ref |
| ---- | --------------------------- | ---------------------------------- | --------- | --- |
| 1978 | Troféu APCA                 | Melhor Atriz para Norma Bengell    | Venceu    |     |
| 1978 | Troféu APCA                 | Melhor Ator para Otávio Augusto    | Venceu    |     |
| 1978 | Troféu APCA                 | Melhor Diretor para Ana Carolina   | Venceu    |     |
| 1978 | Troféu APCA                 | Melhor Argumento para Ana Carolina | Venceu    |     |
| 1978 | Troféu APCA                 | Melhor Filme                       | Venceu    |     |
| 1978 | Prêmio Air France de Cinema | Prêmio Especial à Ana Carolina     | Venceu    |     |